# 斎藤制剛
斎藤 制剛（さいとう せいごう、1977年5月4日 - ）は、北海道札幌市出身の柔道家。1995年、第23回札幌市民スポーツ賞受賞者。

## 略歴
小学校、中学校、高校までは北海道代表として全国大会で活躍し、高校3年時には得意の内股、大内刈、寝技を武器にインターハイの中量級で優勝。北海高等学校卒業後は国士舘大学に進学し、国士舘大学が全国制覇した際には主将としてチームを牽引した。
大学卒業後は旭化成に籍を置き、個人戦で講道館杯を4連覇、全日本選抜体重別選手権で2連覇、全日本実業個人選手権で3連覇するなど同階級の第一人者として活躍した。
しかし、大学4年時と社会人1年目に相次いで両膝を故障（靱帯損傷）した影響により、それまでの正攻法の柔道から肩車・朽木倒・返し技などの変則柔道に偏重していった事や、同階級に飛塚雅俊、矢嵜雄大、泉浩といった強豪が揃っていたなど数々の不運もあり、オリンピックや世界選手権に個人代表として出場する事は無かった（2005年には全日本選抜体重別選手権で優勝するも、「外国人選手を相手に結果を残していない」という理由で同年の世界選手権代表には選ばれなかった）。
2010年からは所属する旭化成（延岡道場）の柔道部監督に就任し後進の指導にあたっているが、本人は「まだ引退していないつもり」と言う。
なお、弟である順道も全日本体重別選手権や講道館杯、全日本選抜体重別選手権等で活躍し、現在は母校である北海高校の教諭を務める。

## 大会成績
- 1994年　インターハイ3位、全日本ジュニア2位
- 1995年　イタリアジュニア優勝、講道館杯2位、全日本選抜体重別3位、インターハイ優勝
- 1996年　嘉納杯3位、全日本選抜体重別3位、全日本ジュニア優勝
- 1997年　講道館杯2位、全日本ジュニア優勝、全日本学生体重別3位
- 1998年　ドイツ国際出場、全日本学生体重別3位
- 1999年　講道館杯3位、全日本学生体重別3位
- 2000年　韓国国際1回戦敗退、全日本実業2位
- 2001年　講道館杯優勝、全日本選抜体重別2位
- 2002年　エストニア国際優勝、韓国国際2位、ロシア国際2位、日本国際2位、全日本選抜体重別3位、全日本実業優勝
- 2003年　モナコ国際優勝、講道館杯2位、全日本実業優勝、全日本選抜体重別1回戦敗退
- 2004年　ハンガリー国際3回戦敗退、全日本選抜体重別1回戦敗退、全日本実業優勝、講道館杯優勝
- 2005年　ロシア国際3位、アジア選手権優勝、全日本選抜体重別優勝、講道館杯優勝
- 2006年　フランス国際2回戦敗退、全日本選抜体重別優勝、講道館杯優勝
- 2007年　嘉納杯東京国際3位、ドイツ国際5位、全日本選抜体重別2位、講道館杯優勝
- 2008年　グルジア国際5位、世界柔道団体戦5位（主将）、全日本実業2位
- 2009年　全日本選手権5位、全日本実業2位

（得意技）内股、肩車、寝技
とくに肩車が非常に得意で、2009年全日本選手権の際の棟田への肩車は観衆の度肝を抜いた。